# Tsunami de l'aéroport de Nice
Le tsunami de l'aéroport de Nice est un tsunami (de degré 3) ayant lieu en mer Méditerranée le 16 octobre 1979, à la suite d'un glissement de terrain sous-marin au large de l'aéroport de Nice, en France.
Le tsunami inonde plusieurs quartiers du littoral d'Antibes et de Nice, avec une vague haute de 3,5 m à La Salis, provoquant de nombreux dégâts matériels et plusieurs morts.

## Faits
Le 16 octobre 1979, vers 14 heures, une partie du chantier de construction du nouveau port de Nice, au sud de la plateforme de l'aéroport de Nice, s'effondre en mer,, provoquant la mort ou la disparition de neuf ouvriers qui travaillaient sur le chantier de l'aéroport. Environ 15 minutes plus tard, un tsunami, provoqué par l'éboulement à 10 km au large de Nice, se forme, composé de deux vagues et vient frapper la côte environnante, notamment Antibes mais aussi Nice dans la baie des Anges. Il provoque la mort de plusieurs autres personnes,.

## Enquête
Quant à l'origine de cette catastrophe, le Conseil d'État, après des années d'études et de procédures, a jugé, le 11 décembre 1991, que : « Il résulte de l'instruction et notamment des rapports d'expertise, que le 16 octobre 1979, la mer s'est brusquement abaissée de plus de deux mètres dans le port de Nice, en même temps que s'effondraient la digue et les soubassements de cette digue en cours de réalisation dans le nouveau port de Nice (le volume des matériaux effondré a été estimé à 8,7 × 106 m3 de matériaux). Un raz de marée s'est ensuite produit, provoquant des vagues d'une amplitude de sept mètres et un tsunami de 2 à 3 m de hauteur qui ont détruit un important matériel. Ce phénomène est imputable, non à des circonstances d'origine inconnue qui auraient affecté le terrain d'assiette des travaux entrepris dans le port, mais à un important effondrement du sol sous-marin qui a eu lieu au large de la côte. » (Voir Arrêt Numéro : 81588 du Conseil d'État). Selon les enquêtes et études faites après la catastrophe, il est apparu que si ce secteur est effectivement caractérisé « par une plaque tectonique active dû au mouvement du bloc corso-sarde, elle est donc caractérisée par une sismicité modérée » et « aucun séisme n’a été enregistré en octobre 1979 lors de l’effondrement au niveau de l’aéroport de Nice, donc la sismicité de cette zone n’est pas traitée comme un facteur responsable de ce glissement ». De plus selon Dan Gabriela, « la forte accumulation sédimentaire ne représente pas un facteur déclenchant du glissement de 1979 », c'est le « fluage d’une couche d’argile sensible sous l'effet de la charge de l’aéroport » qui a causé cet effondrement, et la zone reste vulnérable.
L'effondrement a induit un « courant de turbidité » qui a été « capable de couper deux câbles téléphoniques situés à environ 80 et 110 km de distance de la source du glissement ».
D'un point de vue géologique, l'aéroport de Nice est construit en limite du plateau continental et en partie sur des alluvions du delta du Var. L'instabilité géologique à cet endroit est due à la présence sous la partie ouest de la zone aéroportuaire, en aval, d'un profond paléo-canyon (désormais envasé) creusé par le Var entre −5 960 000 et −5 330 000 durant la crise de salinité messinienne. Ce canyon sous-marin induit au niveau de l'aéroport une hauteur importante de sédiments qui le comblent (moins stables que la plaque continentale) et en aval des courants de turbidité pouvant induire des mouvements soudains (avalanche sous-marine de sédiments dévalant le canyon messinien).
On peut lire dans le journal Nice-Matin du 10 février 1988 : « Le 16 octobre 1979, peu avant 14 heures un très important glissement de terrain s'est produit au confluent des canyons du Paillon et du Var, entraînant dans son sillage un volume de matériaux de l'ordre de 200 à 400 millions de mètres cubes. Dans un premier temps, on a constaté un retrait de la mer comme aspirée par cette dépression. En se retirant, la mer a privé la digue du nouveau port, pas encore consolidée, de son étai naturel. D'où son effondrement. Des oscillations se sont, ensuite, succédé pour atteindre une amplitude allant jusqu'à sept mètres (soit une vague de 3,50 m) à la Salis à Antibes.
De son côté, l'énorme glissement sous-marin a continué de progresser vers le large pour rompre à 18h45 le câble téléphonique Gênes-Barcelone, à quatre-vingt kilomètres au large de Nice, et à 23 heures celui de Gênes-Sassari à cent dix kilomètres au large ».

## Conséquences
Cette catastrophe n'aura pas d'incidence importante sur le développement de la plateforme aéroportuaire mais fera abandonner le projet de construction d'un nouveau port de commerce à Nice.

## Dans la culture populaire
Le tsunami de l'aéroport de Nice est brièvement mentionné dans le film Brice de Nice, où l'événement sert d'inspiration au personnage de Jean Dujardin dans sa carrière de surfeur. Un article de journal est présenté au début du film intitulé « Méga tube dans la baie des Anges ». 